# Sárkány (mitológia)

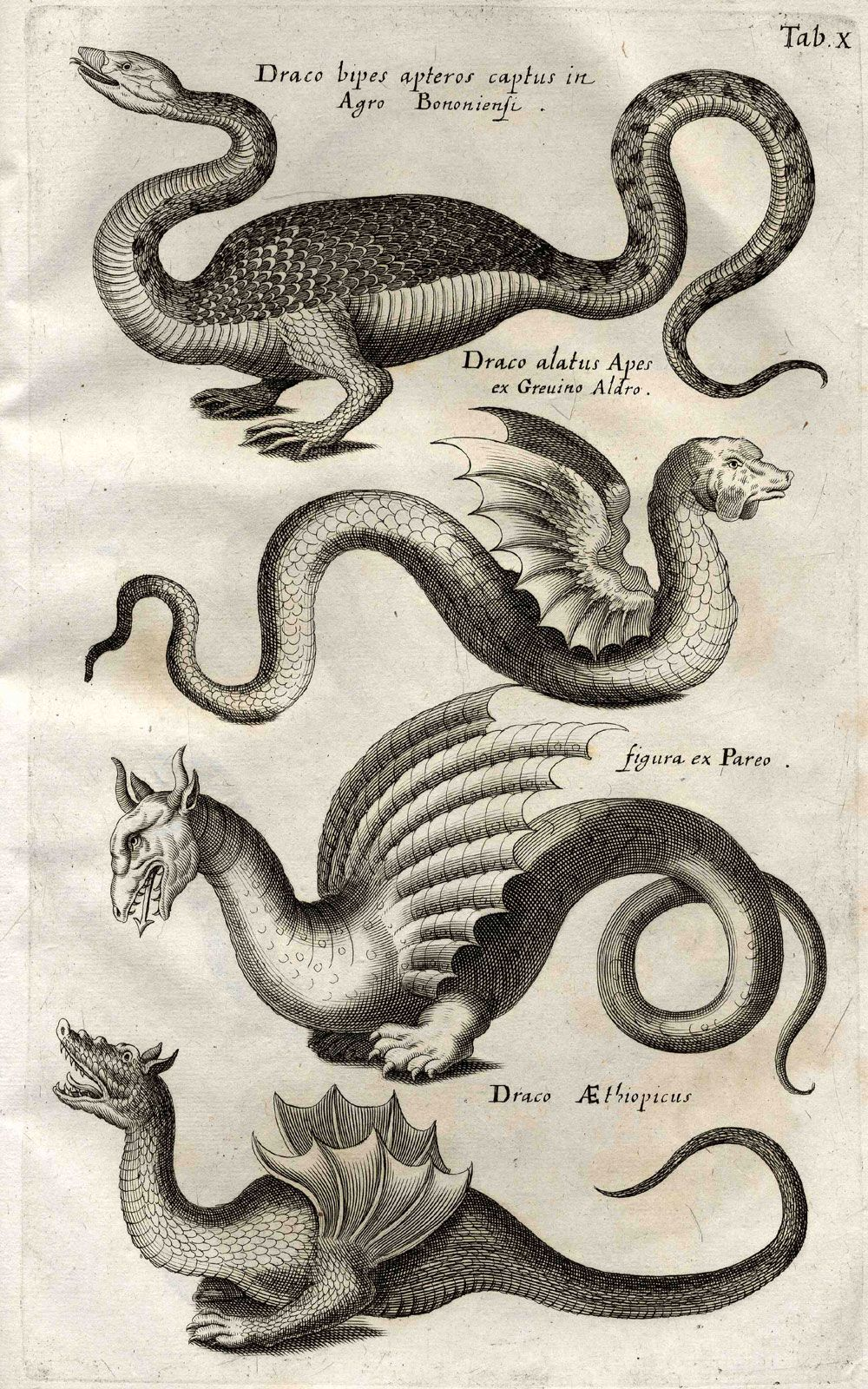
Sárkányok középkori elképzelés

A sárkány mitikus lény, jellemzően nagy és hatalmas hüllő, mágikus vagy spirituális tulajdonságokkal.

## Áttekintés
A különféle lények, amelyeket ma sárkánynak hívunk, valószínűleg nem azonos eredetűek, de mégis egymással párhuzamosan jöttek létre különböző kultúrákban a világon, talán fosszilizálódott dinoszaurusz- és ősemlős csontmaradványokra született magyarázatképpen.
A kínai sárkányok (többek között) általában jóságos lények, míg az európai sárkányok és a perzsa mitológia sárkányai ellenségesek. A kígyószerű mágikus lények már a mezopotámiai mitológiában is jelen voltak. Tiamat, aki megszülte Lahmu és Lahamu víziszörnyeket, sárkányszerű vízikígyó. Az akkád mitológiában szárnyas kígyók, kígyótestű kimérák jelentek meg, mint Mushussu, Tiamat gyermeke, Marduk „háziállata”. Ez a hettita mitológiában fejlődött tovább önálló, isteni szintű lénnyé, aki a Mardukkal azonos Viharistent is legyőzte.
A keresztény vallás sárkányai jellemzően mint a Sátán (ördög) vagy annak szolgái jelennek meg. Szent György vértanút a sárkány legyőzőjének tekintik. A magyar sárkány a honfoglalás idején még egy törzsi tisztséget jelölt, s csak később vált elválaszthatatlanná a nyugati-keresztény mitológiákban szereplő bestia képétől. A magyar mitológia hagyományos sárkány-képe nem hüllő, hanem humanoid figura, akinek adott esetben több feje lehet, ami lelkeket szimbolizál.
A 15. század elején, Magyarországon is működött egy magát Szent György védelme alá helyező világi lovagrend, a Sárkány Lovagrend. A Rend jelképe egy sárkány, pontosabban egy ouroborosz volt. Tagja volt Vlad havasalföldi fejedelem is, akit a sárkány latin neve után Vlad Draculnak neveztek el. Az ő fia volt a későbbi Vlad Ţepeş (Karóbahúzó Vlád), röviden Drakula.

## Fantasy
A fantasy műfaj terjedésének hála a sárkányok nagyon népszerűek manapság (többen a fantasy szimbólumának tekintik őket). Már a műfajt meghatározó J. R. R. Tolkien „A hobbit” regényében is megjelenik. Megtalálhatjuk őket a szerepjáték szempontjából meghatározó Dragonlance (Sárkánydárda) regényekben. Lehetnek kiemelkedően jóságos, vagy kegyetlenül gonosz lények is (angyali-ördögi kettősség). Többnyire epikus mellék- vagy főszereplők minden esetben, akik a történetet túlvilági szinten képesek befolyásolni. Alakváltóként a humán szereplők érzelmi szálaiba is gyakran belefolynak. Szerepjátékokban, mint a klasszikus asztali Dungeons and Dragons és az erre a szabályrendszerre épülő számítógépes játékban, a Neverwinter Nightsban „ki is játszható” karakterek, ahol így a játékosok akár sárkánybőrbe bújva is alakíthatják a játék menetét. A sárkányok megjelennek a mangákban is, pl. Magi-the labyrinth of magic, Mahou Sensei Negima.

## A sárkány a heraldikában

Wales zászlaja

A sárkány (franciául és angolul dragon) a címertanban mindig négylábú állat. Heraldikai eredete valószínűleg a nílusi krokodilra megy vissza. Pikkelyes oroszlánteste van, (az angol heraldikában) hosszú (villás) farokkal (a francia heraldikában ez néha pikkelyes, csavart halszerű farok), denevérszárnnyal, krokodil- vagy gyíkfejjel, rajta fülekkel, villás nyelvvel (miáltal a sárkányfej jól elkülöníthető a gyík- és kígyófejektől) és a testén – eltérően a sárkánykígyóktól – négy pikkelyes lábbal, úszóhártyás karmokkal, gyakran sarkantyúval. Szokványos helyzete ágaskodó. Néha szárnyak nélkül [en: 'sans' wings] is ábrázolják. A szájából nem törnek elő lángnyelvek, mint a párducnál. A kínai sárkány teste hosszú, kígyószerű. A tengeri sárkány alsó teste uszonyos haltestben végződik. Az oroszlánsárkány teste nagyrészt az oroszláné, de hátsó teste a sárkányé. Vö. baziliszkusz, opinikusz, griff, tengeri kígyó.
A címertanban a négylábú sárkánytól megkülönböztetik a kétlábú, sárkányszerű képzeletbeli lényeket, melyeket tágabb, összefoglaló névvel sárkánykígyónak lehet nevezni. Ide tartozik a baziliszkusz, a heraldikai hidra, valamint a szűkebb értelemben vett sárkánykígyó (angolul wyvern, szász: wivere [kígyó], csehül saň). Ez olyan sárkány, melynek denevérszárnya, hosszú farka, egyetlen kígyófeje, pikkelyes teste és csak két (sas)lába (és azokon saskarom) van. A kinyújtott nyelve villás. A szájából általában nem tör elő tűz. Vö. párduc, hidra.
Lásd még: Sárkány a Heraldikai lexikonban.

## A sárkány a magyar folklórban
A magyar népmesék visszatérő negatív szereplője a többfejű sárkány. A sárkány szó Erdélyben forgószelet is jelent és a magyar mesékben a sárkány gyakran forgószélben érkezik. Ez a jelentésbeli átfedés más népeknél is megfigyelhető, a török nyelvek egy részében „sárkány, vízisikló” jelentésű sazagan szó a dobrudzsai kipcsak Cetsan törzsnél vihar és zápor előtti forgószelet jelent. Az időjárás és a sárkány közti kapcsolatot a hettita mitológiában Illujankasz mutatja először, a Viharisten legyőzöttje. A korábbi sárkányok és sárkányszerű lények inkább a bölcsesség vagy az őskáosz megszemélyesítői voltak.

## Híres sárkányok

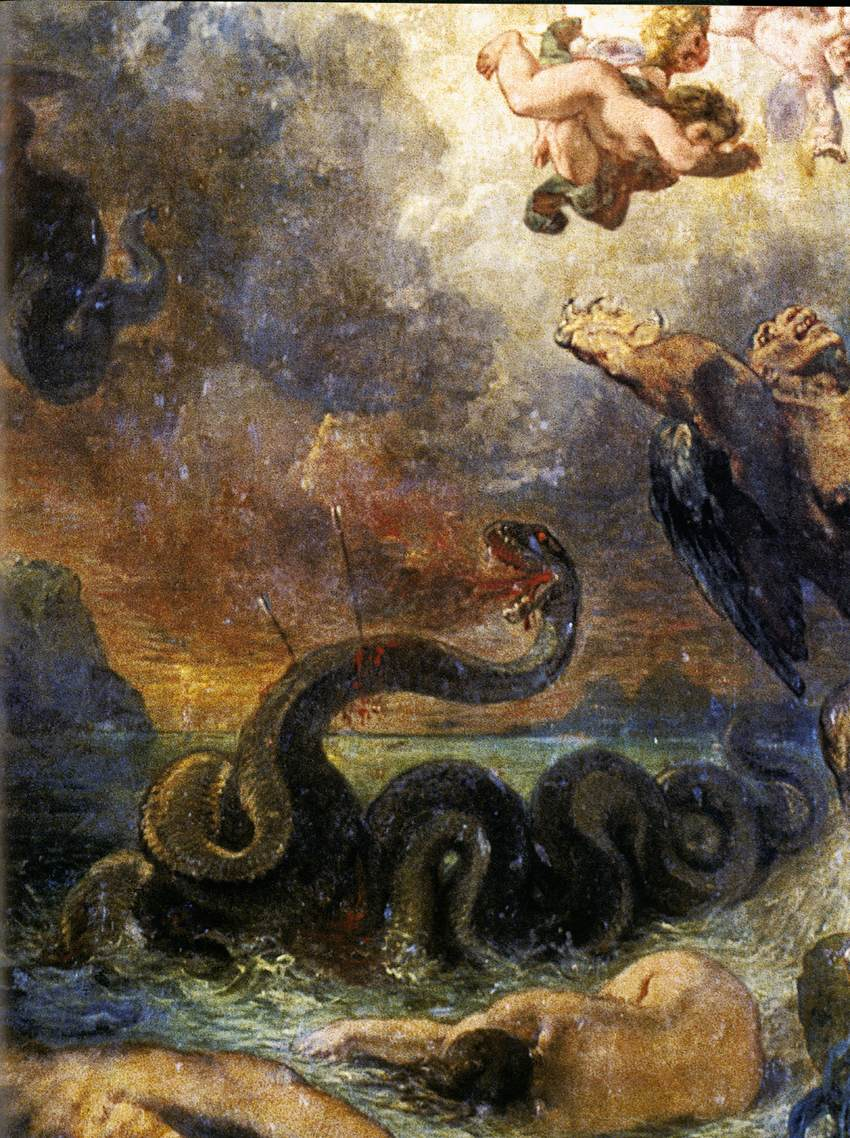
Eugène Delacroix: Apollón megöli Püthónt, a görög mitológia egyik sárkánykígyóját

- Jelbegen(wd), egy többfejű emberevő szörny a szibériai török népek, valamint a szibériai tatárok mitológiájában. Egy altaji énekben a hős vitéz anyja betegséget tettet, és fiát a hétfejű Jelbegen ellen küldi a démon szívéért.[8]
- Alduin, a Világfaló
- Dojo Kanojo Cho a Shaolin leszámolás sorozatokból
- Elliott, a Pete sárkánya c. film (1977) címszereplője
- Fafnir, a Nibelungok kincsének őre
- Fogatlan, az Így neveld a sárkányodat egyik főszereplője
- Fuhur, szerencsesárkány A Végtelen Történetből
- Glaurung A szilmarilokból
- Gawain, A legutolsó sárkány a Földön Tűzkönnyből
- Illujankasz (Illuyanka), hettita mitológiai sárkány
- Lofwyr, a Shadowrun szerepjátékvilágának óriássárkánya
- Magyar Mennydörgő (a Harry Potter és a Tűz Serlege című kötetből
- Norbert(a), a norvég tarajos a Harry Potter és a bölcsek köve című kötetből
- Moshu, őrző-védő sárkány a Mulan c. filmből
- Püthón, a görög mitológia egyik sárkánykígyója
- Saphira, Eragon sárkánya az Eragon című könyvből
- Scarlet, Richard sárkánya Terry Goodkind Az első szabály című fantasyregényében
- Shruikan, Galbatorix sárkánya az Eragon című könyvből
- Halálszárny, a Warcraftból
- Shenglong, sárkány a Dragon Ball című animéből
- Skie, Kitiara hű társa
- Smaug, sárkány A hobbit című könyvből
- Sogenannte Sigismund nyugdíjas tansárkány A kétbalkezes varázsló című meséből
- Spyro, a híres játék főszereplője
- Süsü, a híres egyfejű a magyar bábfilmsorozatból
- Süsüke, Süsü egyetlen fia, a Süsü bábfilmsorozat új főhőse
- Draco, a Sárkányszív című filmből
- Kalamona, a magyar mitológia ős-sárkány figurája, aki elrabolta a szelet
- Paff, a bűvös sárkány Leonard Lipton és Peter Yarrow dalából, amit nálunk a 100 Folk Celsius együttes tett népszerűvé
- Fogatlan, az Éjfúria az Így neveld a sárkányodat filmből
- Temeraire, William Laurence sárkánya Naomi Novik: Temeraire könyvsorozatában.
- Tűzköpő, a Septimus Heap című könyvből
- Sárkány a Shrek című rajzfilmből
- Igneel, Tüzek királya, a Fairy Tail című mangából
- Balerion, a Tűz és jég dala könyvsorozatban
- Drakon, a Magi Sinbad no Bouken mangából aki eredetileg ember, de sárkánnyá vált, hogy megvédje a hercegnőt
- halálszárny, a Warcraft: Halálszárny című Fantasy regényből
- Ultra Sárkány, a négy elemi sárkány továbbfejlett változata a(z) Lego Ninjago: A Spinjitzu mesterei   c. filmből
- Beran-Setaou, másik nevén Kék Sárkány (egy istenség) a Metin2 c. játékból
- Acnologia, a Sárkánykirály a Fairy Tailből
- Grandeene – Ég (mennyei) sárkány a Fairy Tail című mangából
- Methallicana – Fém sárkány a Fairy Tail című mangából
- Weislogia – a Fehér sárkány a Fairy Tail című mangából
- Skyadrum – a Fekete (árny) sárkány a Fairy Tail című mangából
- Antharas – Föld Sárkány a Lineage 2 MMORPG-ből
- Valakas – Tűz Sárkány a Lineage 2 MMORPG-ből
- Lindvior – Szél Sárkány a Lineage 2 MMORPG-ből
- Fafurion – Víz Sárkány a Lineage 2 MMORPG-ből
- Aulakiria – Fény Sárkány a Lineage 2 MMORPG-ből
- Roaring Skylancer a Lineage 2 MMORPG-ből
- Aurelion Sol a League of Legends c. játékból
- A 4 sárkány az Akatsuki no Yona c. animéből (a történetben Ki-ja, Sinha, Jea-ha és Zeno)
- Paarthurnax (Skyrim): A Szürkeszakállúak vezetője. Elsőként tanította meg halandók közül a kiáltóknak a kiáltást (thu'um-ot)
- Viserion, Rhaegal és Drogon a Trónok harcából